# يوشوا بنجيو
يوشوا بنجيو (بالفرنسية: Yoshua Bengio - مواليد باريس يوم 5مايو (1964) هو عالم حاسوب كندي من أصل مغربي يهودي . يعدّ بنجيو من أبرز علماء الحاسوب المعاصرين، إذ أنه فاز بجائزة تورنغ سنة 2018، و هي مقابل جائزة نوبل للمعلوميات. نظرا لخبرته في مجاله، يكنّى بنجيو ك"أحد آباء الذكاء الاصطناعي"، و بالضبط مجال التعلم العميق، الذي يعدّ مجال اختصاصه.

## جوائز
فاز يوشوا بنجيو بعدد من الجوائز والتشريفات تقديرا لمجهوداته في البحث في مجال علوم الحاسوب. من بينها:
- وسام الشرف الوطني الكندي من رتبة فارس[10]
- جائزة ماري فيكتورين (2017)
- جائزة تورنغ (2018 - رفقة جيفري هينتون ويان لوكون) - للإنجازات المفاهيمية والهندسية التي جعلت التعلم المتعمق عنصرا حاسما في الحوسبة.[11]